# Chișineu-Criș
Chișineu-Criș (en hongarès: Kisjenő) és una ciutat del comtat d'Arad, Crișana (Romania).

## Geografia
La ciutat està situada al nord-oest del comtat, a 43 km (27 mi) distància d'Arad, la seu del comtat. El territori administratiu s'estén per 119 km2 (46 sq mi) a l'altiplà de Crișul Alb, a banda i banda del riu Crișul Alb. La ciutat es va formar fusionant els pobles de Chișineu Mic i Pădureni. La ciutat administra un poble, Nădab (Nadab).

## Demografia
El 1910, la ciutat tenia 2821 habitants: 1376 (48,8%) parlaven hongarès, 1355 (48%) parlaven romanès, 49 (1,7%) parlaven alemany.
El 2011, el 73,5% dels habitants eren romanesos, el 19,3% hongaresos i el 6,3% gitanos.

## Economia
Tot i que l'economia de la ciutat és predominant en l'agricultura, durant l'última dècada el segon i el tercer sector econòmic van tenir una evolució creixent. Per a la majoria dels turistes, Chișineu-Criș és una ciutat de trànsit cap a Europa central i occidental. El lloc turístic més atractiu de la ciutat és el riu Crișul Alb i les seves ribes cobertes d'abundant vegetació.

## Atraccions turístiques
Els descobriments arqueològics van treure a la llum traces d'habitació molt més antigues que l'atestació documental de la ciutat. Els descobriments arqueològics més importants que testifiquen la continuïtat de l'habitatge a la zona van revelar objectes de més de 2.500 anys a diversos llocs de la ciutat. També es van trobar dos assentaments datadelsdel segles III-V i XI.
Chișineu-Criș es va esmentar per primera vegada com a "villa Jeneusol" els anys 1202–1203. El poble de Nădab està certificat en un document de 1334 com a "Nodob".